# Jelena (album)
 Jelena je četvrti studijski album Jelene Karleuše. Izdala ga je izdavačka kuća ZaM 1998. godine. Album je prodan u nakladi od 200 000 primjeraka.

## Popis pjesama
| Br. | Skladba                  | Trajanje |
| --- | ------------------------ | -------- |
| 1.  | »Žena zmija«             | 3:12     |
| 2.  | »Ne veruj ženama«        | 4:43     |
| 3.  | »Sudbinu poreci«         | 3:41     |
| 4.  | »Jelena«                 | 3:17     |
| 5.  | »Kume«                   | 3:21     |
| 6.  | »Žene vole dijamante«    | 3:38     |
| 7.  | »Kraljica i sluga«       | 3:37     |
| 8.  | »Zar sam ja to zaslužia« | 3:08     |

## Izdanja
| Regija         | Datum | Format(i)  | Izdavač             |
| -------------- | ----- | ---------- | ------------------- |
| SR Jugoslavija | 1998. | CD, kaseta | ZaM, Raglas Records |
| Europa         | 1998. | kaseta     | ZaM, Raglas Records |
| Bugarska       | 1998. | kaseta     | ZaM, Magic          |